# Hermann Ramberg
Hermann von Ramberg (Beč, 24. studenoga 1820. – Graz, 26. prosinca 1899.) bio je austro-ugarski konjički general i kraljevski povjerenik s ovlastima bana Kraljevine Hrvatske i Slavonije tijekom 1883.

## Obitelj
Hermann je bio sin austrijskog podmaršala Georga Heinricha von Ramberga. Podmaršalu Rambergu i njegovim potomcima car Franjo Josip I. je dodijelio plemstvo 25. srpnja 1849. Hermannov brat bio je slikar Arthur von Ramberg (1819. – 1875.). Njegov prastric bio je hannoverski slikar Johann Heinrich Ramberg (1763. – 1840.), a njegov nećak slikar morskih pejzaža August von Ramberg (1866. – 1947.).

## Vojna karijera
Školovao se, kao i brat, u obiteljskom domu, uz kućnog učitelja. U Beču je kao privatist položio veliku maturu, pa je na Karlovu sveučilištu u Pragu studirao pravo, ali ga nije diplomirao.
Unovačen je 1841. u austrijsku carsku i kraljevsku konjicu kao kadet, te je 1847. unaprijeđen u čin konjičkog satnika (Rittmeister). U građanskom ratu 1848-1849. kojim je slamana pobuna u Ugarskoj bio je kirasir i posilni ruskog generala Fëdora Panjutina. Unaprijeđen je u kirasirskog potpukovnika, 1866. u pukovnika, te se kao zapovjednik Braunschweigskih kirasira borio u ratu protiv Prusije 1866. Dvije godine kasnije unaprijeđen je u General bojnika i premješten u Pečuh kao zapovjednik konjičke brigade. U podmaršala je promaknut 1874., kada je imenovan zapovjednikom 14. divizije C. i k. austro-ugarske vojske sa sjedištem u Požunu. Kao zapovjednik 5. C. i k. armijskog korpusa ratovao je 1878. u Bosni prilikom austro-ugarske okupacije toga osmanskog ejaleta, gdje je ostao do 1881. dok njegov korpus nije povučen s dužnosti posadne postrojbe.

## Banski povjerenik
U Zagreb je Ramberg upućen 1881. na dužnost armijskog generala, prvoga nakon ukidanja glavnog zapovjedništva granice u Zagrebu te pripajanja hrvatsko-slavonske Vojne krajine Kraljevini Hrvatskoj i Slavoniji.
Grof Gyula Szapáry,  ministar financija, prometa i poljodjelstva u ugarskoj vladi Kálmána Tisze, naredio je da se u noći između 6. i 7. kolovoza 1883. na svim zagrebačkim carinskim i financijskim uredima grbovi Državne zajednice Hrvatske i Ugarske s natpisom na hrvatskom jeziku (u skladu s Hrvatsko-ugarskom nagodbom), zamijene grbovima s dvojezičnim natpisima na madžarskome i hrvatskome. To je izazvalo nemire u Zagrebu i Hrvatskoj, u kojima su 15. kolovoza ti grbovi silom skinuti i porazbijani. Ban unionist Ladislav Pejačević uzalud je intervenirao u Pešti i Beču te je 24. kolovoza podnio ostavku. Na prijedlog Tiszine vlade kralj Franjo Josip I. imenovao je 4. rujna zapovijedajućeg generala Ramberga kraljevskim povjerenikom s banskim ovlastima. Ramberg je 7. rujna dao vratiti dvojezične natpise, uz vojnu zaštitu, ali ih je 16. listopada, po odluci Ugarskog sabora, dao zamijeniti grbovima bez ikakva napisa (tzv. "nijemim grbovima"), koji su ostali sve do 1908. Ramberg je silom ugušio nemire u središnjoj Hrvatskoj. Kad je mir ponovo uspostavljen, na prijedlog Tiszine vlade kraljevskom odlukom 1. prosinca 1883. za bana je imenovan grof Károly Khuen-Héderváry, dotadašnji veliki župan u Đuru u Madžarskoj.